# Památník Emila Zátopka
Památník Emila Zátopka je sloup, který stojí v Milovicích v blízkosti radnice.

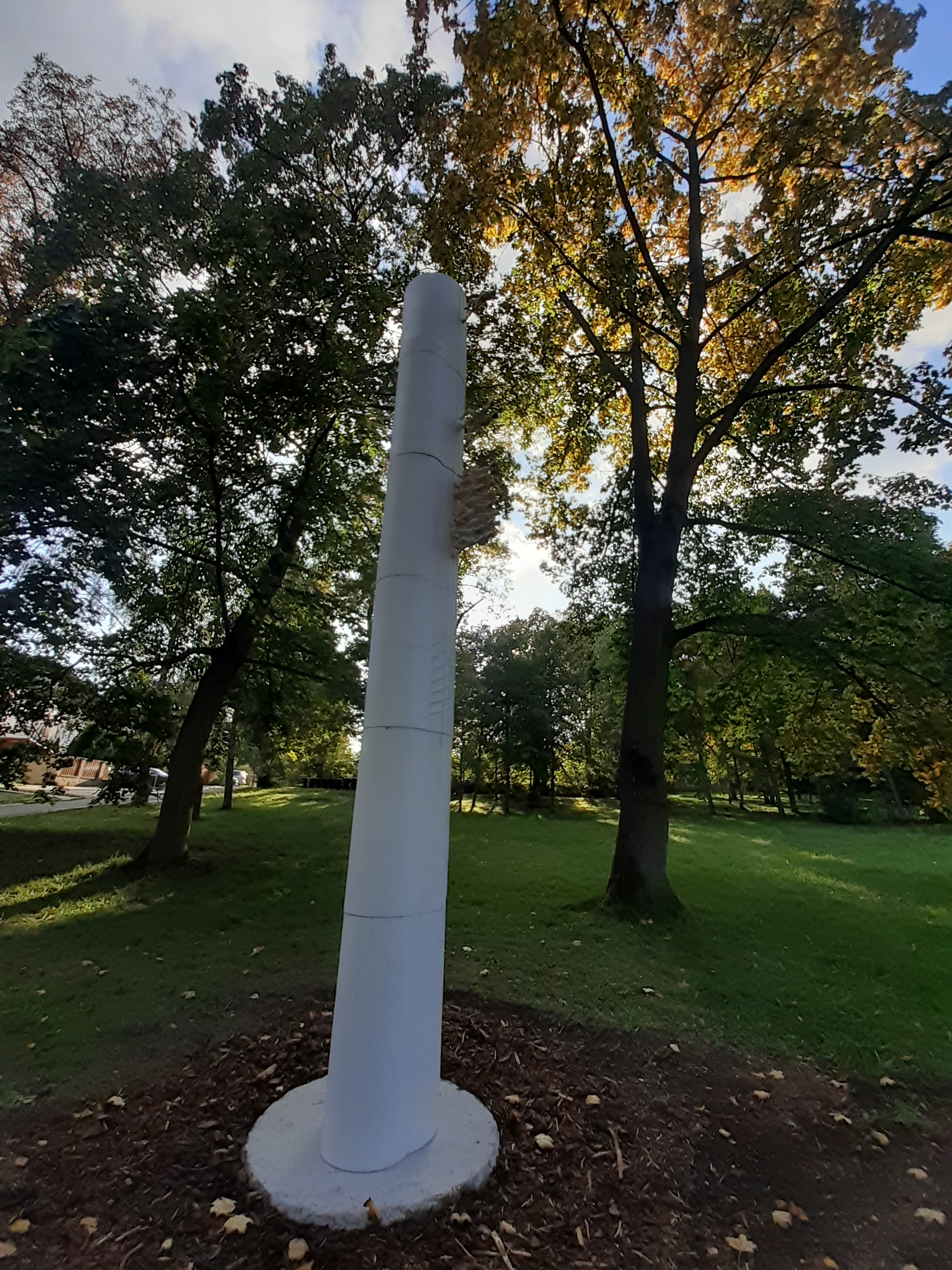

## Vzhled
Památník je sloupovitého nepravidelného tvaru. Na něm jsou malé postavičky běžců.

## Výstavba
Na řešení památníku vyhlásilo město Milovice v roce 2020 soutěž pro studenty středních a vysokých škol se sídlem v České republice výtvarných a příbuzných uměleckých oborů.
Byl vystavěn v roce 2022 na počest narození Emila Zátopka. Má také upozorňovat že Emil Zátopek pobýval a trénoval za Armádní sportovní klub v Milovicích, v původním vojenském objektu.